# Tilman Rossmy
Tilman Rossmy (* 7. August 1958 in Essen) ist ein deutscher Songwriter, Folk- und Country-Liedermacher. Er gründete 1982 die sporadisch aktive Band Die Regierung und ist seit 1995 als Solokünstler tätig. Sein Song Loswerden wurde unter anderem von den Lassie Singers und der Alternative-Country-Band The Walkabouts gecovert.

## Biografie
Rossmy ist eines von vier Kindern des Chemikers und Industriemanagers Gerd Rossmy (1927–2015) und Maria, geb. Schütte. Er verbrachte seine Kindheit, Jugend und die ersten zehn Jahre seiner musikalischen Laufbahn in Essen. Seine erste Band, Die Regierung, begann 1982 als Ein-Mann-Projekt. Ihre ersten, nur mit Rhythmusmaschine und Synthesizer aufgenommenen Demoaufnahmen wurden im britischen Melody Maker lobend erwähnt. Die weiteren Bandmitglieder wurden von Arthur Schilms vom Bochumer Stadtmagazin Marabo vermittelt.

### Loswerden: Die Regierung und Hamburger Schule
Rossmy finanzierte das erste Album Supermüll selbst, veröffentlichte es auf seinem eigenen Label und sendete Promo-Exemplare an Zeitschriften wie Spex, Musikexpress und Marabo. Unmittelbar darauf löste er die Band auf und war fast acht Jahre nicht als Musiker aktiv. Der Anlass, eine kompliziert verlaufene Liebesgeschichte, inspirierte ihn jedoch zu seinem bekanntesten und mehrmals gecoverten Song Loswerden. Die autobiografisch gefärbte Entstehungsgeschichte integrierte Rossmy in eine „Long Version“ des Songs, die 2002 auf dem Album Reisen im eigenen Land erschien.
1990 formierte Tilman Rossmy Die Regierung mit den Musikern Robert Lipinski (Bass), Thomas Geier (Schlagzeug) und Armin Hess (Keyboards) neu. Das zweite Album So allein erschien auf Alfred Hilsbergs Label Scratch’n’Sniff, verkaufte sich jedoch so schlecht, dass Hilsberg den Vertrag wieder kündigte. Kurz darauf erhielt die Band, in die zwischenzeitlich Thies Mynther als Keyboarder eingetreten war, jedoch einen Vertrag mit L’age d’or, einem Label der Hamburger Schule. Die Band zog von Essen nach Hamburg um. Das 1992 erschienene dritte Album So drauf war im Vergleich zu den Vorgängern erfolgreich. Drei Songs daraus – Loswerden, Ich erinnere mich und der Titeltrack – wurden in den folgenden Jahren von anderen Künstlern gecovert, das zum Publikumshit sowie zu Rossmys bekanntestem Song gewordene Loswerden unter anderem von den Walkabouts und den Lassie Singers. Aufgrund des Punk-beeinflussten Sounds und der deutschen Texte wurde die Band von der Musikkritik der Hamburger Schule zugeordnet.
Das vierte und vorläufig letzte Album Unten erschien 1994 ebenfalls bei L’age d’or und war das kommerziell erfolgreichste.

### Nenn mich Survivor: Solokarriere und Tilman Rossmy Quartett
Mit Songwriter-geprägtem Alternative Country konzentrierte sich Rossmy ab Mitte der 1990er Jahre auf eine Karriere als Solosänger. Willkommen zuhause enthielt mit Bodycount T-Shirt einen veritablen Independent-Hit, brachte gute Kritiken im deutschen Ableger der US-Musikzeitschrift Rolling Stone sowie in anderen Musikmagazinen und wurde Rossmys bislang meistverkaufte CD. Zusammen mit dem Hamburger Sänger, Gitarristen und Entertainer Bernd Begemann führte das neu aufgestellte Tilman Rossmy Quartett eine erfolgreiche Tour durch, die von Nick Cavacas, einem Urgestein der deutschen und britischen Independent-Szene, gemanagt wurde. Die gemeinsame Tournee mit Bernd Begemann begründete in der Folge auch die enge Zusammenarbeit mit dem Country-Gitarristen Folke Jensen.
Nach Willkommen zuhause gelang Rossmy zeitweilig der Sprung ins Lager der professionellen Musiker. Die Folge-CD von 1997, Selbst, enthielt mit Maria zwar einen weiteren potenziellen, auch als Single ausgekoppelten Hit. Verkaufstechnisch gesehen, konnte Selbst jedoch Willkommen zuhause nicht mehr übertreffen. Seine Erfahrungen mit dem Musikbusiness thematisierte der Sänger, Gitarrist und Songwriter 1998 auf Passagier lakonisch-selbstreflektiert in den beiden Stücken 15 Jahre und Der 251. Song. Musikalische Experimentierfreude sowie teilweise abrupte Schlenker – einerseits hin zu den Punk- und Rock-’n’-Roll-Roots der Anfangszeit, andererseits hin zu anspruchsvolleren Chanson- und Jazz-Elementen – prägten auch die Veröffentlichungen und Konzerte der folgenden Jahre. Die CD Reisen im eigenen Land (2002) enthielt 15 Neueinspielungen von Regierungs-Stücken. Die andere Seite mit melancholischen, fast chansonhaften Songs zelebrierte der selbsternannte „Survivor“ der deutschen Independent-Musikszene 2003 auf dem Nachfolger Seitdem man mich ….
Rossmys nächstes Album, Alles muss gehen (2004), ging den Weg des Vorgängers noch ein Stück weiter und vertonte unter anderem Übersetzungen persischer Dichter aus dem späten Mittelalter. Als Gegenpol zu der eher ruhigeren, songorientierten Arbeit mit dem Tilman Rossmy Quartett führte der Künstler bereits 2005 eine Tournee unter dem Etikett „Rock’n’Roll Tour 2005“ durch. Anfang 2006 versuchte Rossmy, für Live-Auftritte eine neue Regierung zusammenzustellen und kündigte mit ihr einen Auftritt auf dem Immergut Festival an.
2008 erschien mit In einem fremden Land das nächste Album des Tilman Rossmy Quartetts. Erst 2012 folgte die Intuition betitelte nächste offizielle Veröffentlichung. Mit nur fünf Stücken ist Intuition jedoch kein vollwertiges Album; es erschien ausschließlich als Download.
Seit 2001 lebte Tilman Rossmy, im Ausbildungsberuf seit 1999 diplomierter Physiker, in München, im Schwarzwald und in der Schweiz und arbeitete als freier Programmierer für unterschiedliche Firmen. Die letzten drei CDs werden, obwohl Glitterhouse weiterhin als Label fungiert, in Eigenregie vertrieben. Um seine Unabhängigkeit zu pflegen, entzieht er sich dem Business-Betrieb mitunter durch längere Reisen oder Auslandsaufenthalte. Zusätzlich entstanden sind in den Jahren zahlreiche Einspielungen für diverse Sampler-Projekte wie zum Beispiel die bei Trikont erschienene und von dem Schriftsteller Franz Dobler zusammengestellte Tribute of Johnny-Cash-Compilation A Boy named Sue oder etwa die 2006 von neuen deutschsprachigen Künstlern eingespielte Hildegard Knef-Reminiszenz Ihre Lieder sind anders.

## Stil und Kritiken

### Stilistische Verortung
Im Verlauf seiner Karriere arbeitete Rossmy in den Idiomen des Country, Jazz, Chanson und Rock ’n’ Roll. Seine Songs, die oft aus skizzenhaft hingeworfenen Reflexionen oder Alltagsgeschichten mit meist offenem Ausgang bestehen, erzielen eine Betroffenheit, die durch die völlig unironische und selbstentblößende Art ihrer Darbietung verstärkt wird. Rossmys Spezialität ist es, in Drei-Minuten-Stücken auf den Punkt zu kommen. Die stark vom Alternative Country beeinflusste Musik schafft den Rahmen für diese Geschichten. Die Texte selbst enthalten zwar durchaus gesellschaftskritische Untertöne, geben allerdings keine tagespolitischen Statements ab, sondern konzentrieren sich – ähnlich wie die Stücke des Liedermachers Funny van Dannen oder auch der Alternative-Deutschrockband Lassie Singers – auf das Alltägliche. Starke Ähnlichkeiten weist die Musik von Tilman Rossmy schließlich auch auf mit derjenigen des Alternativrock-orientierten Songwriters Tom Liwa und seiner ehemaligen Band Flowerpornoes.

### Kritiken
Anlässlich von Alles muss gehen charakterisierte das Online-Portal Tonspion.de Rossmys Musik als „erwachsenes Songwriting für Thirty-Somethings“ und präzisierte weiter: „In seinen Songs singt der ehemalige Frontmann von Die Regierung offen und ehrlich über seine Erfahrungen und die sind nunmal die eines 40 jährigen, der schon so einiges gesehen hat in seinem Leben. Zum Beispiel, wie schwer es ist, im Musikbiz mit Würde zu überleben oder wie einfach es ist, auch als nicht kommerziell arbeitender Musiker seine Brötchen zu verdienen, indem man sich eben ein paar Programmiersprachen beibringt.“ Und: „Damit dürfte er den Nerv einer Generation treffen, die früher auch einmal das ‚gute wilde Leben‘ gelebt hat, die sich’s mittlerweile aber auch gerne mal ein bisschen ‚leichter‘ macht.“
Ulrich Kriest auf der Tilman-Rossmy-Homepage über die CD Alles muss gehen: „Dadurch, dass Rossmy sich den Dingen des Lebens ohne den Schutz der Ironie nähert, rückt er in die Nähe von Tom Liwa, dessen Hoher Ton ja manchem auch kitschig und uncool erscheint. Wer dieses Problem mit sich selbst klärt, bekommt ein großes, ja, klassisches Album zu hören.“

## Besetzungen

### Die Regierung
Siehe Artikel: Die Regierung

### Tilman Rossmy Quartett
unter anderem mit
- Folke Jensen – (git; auch Ledernacken; auch Produzent des Tilman Rossmy Quartetts)
- Ralf Schlüter – (key + b; gleichzeitig)
- Rob Feigel – (dr; Ex-Jeremy Days)

## Diskografie

### Die Regierung
- Supermüll (1984; Elfmeter Records)
- So allein (1990; Scratch'n'Sniff)
- So drauf (1992; L’age d’or)
- Unten (1994; L’age d’or)
- Raus (2017; Staatsakt)
- Was (2019; Staatsakt)
- Da (2021; Staatsakt)
- Nur (2023; Staatsakt)

### Solo
- Willkommen zuhause (1996; L’age d’or)
- Selbst (1997; Glitterhouse)

### Tilman Rossmy Quartett
- Passagier (1998; Glitterhouse)
- Reisen im eigenen Land (2002; Folke Jensen Musikproduktion/Glitterhouse)
- Seitdem man mich... (2003; Folke Jensen Musikproduktion/Glitterhouse)
- Alles muss gehen (2004; Folke Jensen Musikproduktion/Glitterhouse)
- In einem fremden Land (2008; PopAppeal)
- Intuition (2012) – als Download erhältlich – 5 Tracks
- Ich weiss nicht wer du bist (2014; Selbstverlag)

### Singles
- Komm zusammen (1992)
- Willkommen zuhause (1996)
- Maria (1996)

### Compilation-Beiträge
- Sturm und Twang („Alles gar nicht wahr“)
- A Boy named Sue – Johnny Cash revisited (Trikont; „Orange Blossom Special“)
- Paradies der Ungeliebten („Grosser schwarzer Vogel“)
- Out of the blue („Ich lass mein Licht scheinen“)
- Strom und Gitarre (Popappeal/Broken Silence; „Filmstar“)
- Müssen alle mit (Tapete Records/Indigo; „Augen nicht auf“)
- Hildegard Knef – Ihre Lieder sind anders („In dieser Stadt“)

### Cover-Versionen von Rossmy-Stücken
- Lassie Singers: „Loswerden“ (1992)
- The Walkabouts: „Loswerden“ (1996)
- Bernd Begemann: „Ich erinnere mich“ (1994)
- Alexandra Gilles Videla: „So drauf“ (1994)
- Virginia Jetzt!: „Das Mädchen das jeder will“ (2003)
- Jens Friebe: „Es hat keinen Namen“ (2005)

### Gecoverte Stücke von Tilman Rossmy Quartett
- „Orange Blossom Special“